# غوين إيفيل
غوين إيفيل (بالإنجليزية: Gwen Ifill)‏ هي كاتِبة وصحفية ومذيعة أخبار أمريكية، ولدت في 29 سبتمبر 1955 في نيويورك في الولايات المتحدة، وتوفيت في 14 نوفمبر 2016 في واشنطن العاصمة في الولايات المتحدة بسبب سرطان الرحم.

## وصلات خارجية
- الموقع الرسمي
- غوين إيفيل على موقع IMDb (الإنجليزية)
- غوين إيفيل على موقع إن إن دي بي (الإنجليزية)
- غوين إيفيل على موقع قاعدة بيانات الفيلم (الإنجليزية)